# NGC 1145
NGC 1145 je galaksija u zviježđu Eridan.

## Vanjske poveznice
- SEDS: NGC 1145